# Manuel María Lombardini
Pour les articles homonymes, voir Lombardini.
Manuel María Lombardini, né le 23 juillet 1802 à Mexico et mort le 22 décembre 1853 à Mexico, est un militaire mexicain qui est général de brigade lors de la Guerre américano-mexicaine, commandant l'Armée de l'Est, puis président du Mexique à titre provisoire durant deux mois en 1853. 
Fils d'une famille aisée d'origine italienne, il entre dans l'armée à l'âge de douze ans et combat les Français lors de la guerre des Pâtisseries en 1838, puis les Américains lors de la guerre d’indépendance du Texas en 1836 et la guerre américano-mexicaine en 1847.
Après la démission de Juan Bautista Ceballos de son poste de président, Lombardini est désigné président provisoire à la majorité par le Congrès. Il est à la tête du pouvoir exécutif du 8 février au 20 avril 1853, date à laquelle il cède le poste au général Antonio López de Santa Anna, auquel il était fidèle. 

## Biographie

### Famille et jeunesse
Lombardini est né à Mexico le 23 juillet 1802 ; fils du deuxième mariage de Juan Domingo Lombardini Llano avec Mariana Josefa de la Torre Sánchez-Leñero, qui s'est mariée le 19 mars 1793. Lombardini est le quatrième fils et le sixième de sept enfants.
Il est baptisé deux jours après sa naissance sous les noms de Manuel Apolinario José María Ignacio Antonio. Son père, originaire de Veracruz d'origine italienne, était comptable à la mairie de Nouvelle-Espagne et administrateur des impôts de la capitale. Sa mère était originaire de Mexico, elle se consacrait aux travaux domestiques et s'occupait de sa grande famille. Le père de Lombardini avait initialement été marié à Antonia Josefa de León Hernández, avec qui il avait conçu cinq enfants. 
Manuel Lombardini reçoit une éducation de base, comme tout fils d'une famille ayant une bonne situation économique, à la maison avec des cours particuliers, où il apprend ses premières lectures.

### Carrière dans l’armée
Après la proclamation du Plan d'Iguala en 1821, il rejoint les rangs de l'armée indépendantiste. En 1826, dans la lutte partisane pour le pouvoir entre les deux loges franc-maçonniques, la centriste Rite Écossais (los escoseses) et la plus libérale Rite de York (los yorquinos), il rejoint cette dernière. En 1830 il est lieutenant, et en avril 1832, il se prononce en faveur du plan de Veracruz. À la fin de cette même année, il est promu capitaine. Parent de Gabriel Valencia, qui le recommande personnellement, il sera promu au grade de général de brigade par Santa Anna en 1841. 
Il combat les Américains lors de l’intervention américaine de 1846-1847, et commande l'Armée de l'Est. Il est blessé au visage lors de la bataille d'Angostura le 22 février 1847. En 1853, il commande la garnison mexicaine ; Cette même année, il se déclare partisan de la rébellion et du plan Jalisco tout en se révoltant pour y adhérer. Pour cette raison, le 2 janvier, il est violemment contraint de quitter Mexico par les soldats du gouvernement du président Mariano Arista. Il se réfugie à Tlalmanalco jusqu'à l'accession à la présidence de Juan Bautista Ceballos.

### Président du Mexique et fin de vie
Lorsque Juan Bautista Ceballos se démet de la présidence du Mexique après une rébellion militaire, il devient président provisoire le 8 février 1853. Compte tenu du caractère transitoire de son gouvernement, Lombardini s’abstient d'organiser un cabinet et dirige ses efforts pour éviter une nouvelle guerre civile. Fidèle du général Santa Anna, il s’associe au clergé pour organiser le retour de ce dernier au pouvoir. Le 20 avril 1853, il remet le pouvoir à Santa Anna qui instaure un régime dictatorial. Par la suite, Lombardini est nommé chef d'état-major et commandant en chef des troupes de Mexico. Il meurt dans cette ville le 22 décembre de la même année,.